# Simiane-Collongue
Simiane-Collongue är en kommun i departementet Bouches-du-Rhône i regionen Provence-Alpes-Côte d'Azur i sydöstra Frankrike. Kommunen ligger  i kantonen Gardanne som ligger i arrondissementet Aix-en-Provence. År 2022 hade Simiane-Collongue 5 823 invånare.

## Befolkningsutveckling
Antalet invånare i kommunen Simiane-Collongue
Referens:INSEE